# تیندال ۲۲۶۹۴
سیارک ۲۲۶۹۴ (به انگلیسی: 22694 Tyndall، نامگذاری:1998QF104) بیست و دو هزار و ششصد و نود و چهارمین سیارک کشف شده‌است که در ۲۶ اوت ۱۹۹۸ کشف شد.
قدر مطلق سیارک برابر ۳۰.۹ است.